# Mushie (territorium)
Mushie är ett territorium i Kongo-Kinshasa. Det ligger i provinsen Mai-Ndombe, i den västra delen av landet, 230 km nordost om huvudstaden Kinshasa.